# هد ماینر
هد ماینر (انگلیسی: Hed Mayner) یک طراح مد اهل اسرائیل است که به‌طور مرتب مجموعه‌های لباس مردانهٔ خود را در هفتهٔ مد پاریس ارائه می‌دهد. او برندهٔ جایزه کارل لاگرفلد شرکت ال‌وام‌هاش نیز شده‌است.

## اوایل زندگی و تحصیل
ماینر در آموکا در شمال اسرائیل زاده شد. مادرش نقاش و پدرش فلزکار است. او ماینر در ۱۶ سالگی به مد علاقه‌مند شد و به کار چرم، جواهرات و خیاطی دستی مشغول شد. در سن ۲۲ سالگی تحصیل در بخش مد و جواهرات در بزالل در اورشلیم را آغاز کرد و مدرک تحصیلی خود در این رشته را در سال ۲۰۱۲ اخذ کرد. ماینر تحصیلات خود را در زمینهٔ مد در مؤسسه مد فرانه در پاریس ادامه داد.

## فعالیت حرفه‌ای
ماینر پس از تحصیل به اسرائیل بازگشت و در سال ۲۰۱۵ برند خود را در تل‌آویو بنیان‌گذاری کرد. در همان سال موفق به دریافت بورسیهٔ تحصیلی از میفال هاپایس شد. در سال ۲۰۱۶، او یکی از پنج طراح اسرائیلی بود که در مجموعه‌مستند داستان‌های پارچه‌ای، که در یس‌داکیو پخش شد، حضور داشتند.
در سال ۲۰۱۷ ماینر نخستین طراح اسرائیلی بود که در تقویم رسمی هفتهٔ مد پاریس طراحی‌های خود را ارائه کرد. او دو سال بعد جایزهٔ کارل لاگرفلد را از ال‌وام‌هاش دریافت کرد.

## طراحی‌ها
پوشاک مردانهٔ طراحی‌شده توسط ماینر با طراحی تک‌جنسیتی به‌همراه برش‌های عریض و زینت‌آلات ساخته‌شده به‌صورت سفارشی شناخته می‌شوند. به گفتهٔ مجلهٔ وگ، خط مشی او «تحت تأثیر خیاطی سنتی یهودی ارتدکس است (و) او مجموعه‌های الهام‌گرفته از نظامی‌گری خود را با روحی جاودانه و سرشار از معنویت القا می‌کند».